# Satoshi Saida
Satoshi Saida (jap. 斎田 悟司, Saida Satoshi; * 26. März 1972 in Yokkaichi) ist ein japanischer Rollstuhltennisspieler.

## Karriere
Satoshi Saida begann im Alter von 14 Jahren mit dem Rollstuhltennis und startet seitdem in der Klasse der Paraplegiker. In seiner Kindheit hatte er aufgrund einer Krankheit sein linkes Bein verloren.
Er nahm in seiner Karriere an fünf Paralympischen Spielen teil. 1996 schied er im Einzel und Doppel jeweils in der zweiten Runde aus, 2000 erreichte er in beiden Konkurrenzen das Viertelfinale. Mit Shingo Kunieda gewann er 2004 im Doppel die Goldmedaille, nachdem sie Michaël Jeremiasz und Lahcen Majdi glatt in zwei Sätzen besiegt hatten. Im Einzel erreichte er erneut das Viertelfinale, wie auch vier Jahre später. Im Doppel gelang ihm und Kunieda mit Bronze ein weiterer Medaillenerfolg. 2012 schieden sie im Viertelfinale aus, während Satoshi Saida im Einzel bereits in der zweiten Runde verlor. Die dritte gemeinsame Medaille gewannen Saida und Kunieda mit Bronze schließlich 2016.
Mit Shingo Kunieda gewann er drei Titel bei Grand-Slam-Turnieren. 2006 siegten sie in Wimbledon, 2007 bei den US Open und 2008 bei den Australian Open. Beim Wheelchair Tennis Masters gewann er mit Martin Legner zweimal den Titel im Doppel. 2003 und 2004 setzten sie sich jeweils gegen Michaël Jeremiasz und Jayant Mistry durch. Außerdem hatten sie bereits 2002 und nochmals 2005 im Finale gestanden.
Bei den Para-Asienspielen gewann er 2010 im Einzelwettbewerb die Silbermedaille und im Doppelwettbewerb mit Shingo Kunieda die Goldmedaille.
In der Weltrangliste erreichte Satoshi Saida im Einzel mit Rang drei am 11. August 2003 seine höchste Platzierung. Im Doppel stand er am 18. November 2002 erstmals an der Spitze der Rangliste.